# Erateina brevicauda
Erateina brevicauda là một loài bướm đêm trong họ Geometridae.